# Esqui aquático nos Jogos Pan-Americanos de 2023
As competições de esqui aquático nos Jogos Pan-Americanos de 2023 em Santiago, no Chile, foram realizadas entre 21 a 24 de outubro de 2023, na Lagoa Los Morros, em San Bernardo.
Foram realizados dez eventos, divididos igualmente entre ambos os gêneros.

## Qualificação
Um total de 48 atletas poderiam se classificar para competir no Pan. O país-sede, Chile, classificou automaticamente quatro atletas no esqui aquático e no wakeboard. Os sete melhores CONs no Campeonato Pan-Americano de Esqui Aquático de 2022 receberam quatro vagas cada. Outras sete estavam disponíveis para classificação no wakeboard em cada gênero.

## Nações classificadas
Um total de 10 CONs classificaram esquiadores aquático. O número de competidores classificados está em parênteses.
- ARG Argentina (6)
- BRA Brasil (4)
- CAN Canadá (6)
- CHI Chile (6)
- COL Colômbia (6)
- USA Estados Unidos (6)
- MEX México (6)
- PAR Paraguai (2)
- PER Peru (2)
- DOM República Dominicana (4)

## Medalhistas
Masculino
| Evento             | Ouro                            | Prata                                   | Bronze                            |
| ------------------ | ------------------------------- | --------------------------------------- | --------------------------------- |
| Rampa detalhes     | Emile Ritter CHI Chile          | Dorien Llewellyn CAN Canadá             | Tobías Giorgis ARG Argentina      |
| Slalom detalhes    | Nathan Smith USA Estados Unidos | Robert Pigozzi DOM República Dominicana | Felipe Simioni BRA Brasil         |
| Truques detalhes   | Patricio Font MEX México        | Dorien Llewellyn CAN Canadá             | Matías González CHI Chile         |
| Geral detalhes     | Dorien Llewellyn CAN Canadá     | Tobías Giorgis ARG Argentina            | Martín Labra CHI Chile            |
| Wakeboard detalhes | Kai Ditsch ARG Argentina        | Hunter Smith CAN Canadá                 | Daniel Johnson USA Estados Unidos |

Feminino
| Evento             | Ouro                              | Prata                          | Bronze                      |
| ------------------ | --------------------------------- | ------------------------------ | --------------------------- |
| Rampa detalhes     | Regina Jaquess USA Estados Unidos | Agustina Varas CHI Chile       | Paige Rini CAN Canadá       |
| Slalom detalhes    | Regina Jaquess USA Estados Unidos | Neilly Ross CAN Canadá         | Paige Rini CAN Canadá       |
| Truques detalhes   | Erika Lang USA Estados Unidos     | Neilly Ross CAN Canadá         | Anna Gay USA Estados Unidos |
| Geral detalhes     | Regina Jaquess USA Estados Unidos | Paige Rini CAN Canadá          | Anna Gay USA Estados Unidos |
| Wakeboard detalhes | Eugenia de Armas ARG Argentina    | Mary Howell USA Estados Unidos | Ignacia Holscher CHI Chile  |

## Quadro de medalhas
| Ordem | País                     | Medalha de ouro | Medalha de prata | Medalha de bronze |    |
| ----- | ------------------------ | --------------- | ---------------- | ----------------- | -- |
| 1     | USA Estados Unidos       | 5               | 1                | 3                 | 9  |
| 2     | ARG Argentina            | 2               | 1                | 1                 | 4  |
| 3     | CAN Canadá               | 1               | 6                | 2                 | 9  |
| 4     | CHI Chile                | 1               | 1                | 3                 | 5  |
| 5     | MEX México               | 1               |                  |                   | 1  |
| 6     | DOM República Dominicana |                 | 1                |                   | 1  |
| 7     | BRA Brasil               |                 |                  | 1                 | 1  |
| TOTAL | TOTAL                    | 10              | 10               | 10                | 30 |